# Osmiridium

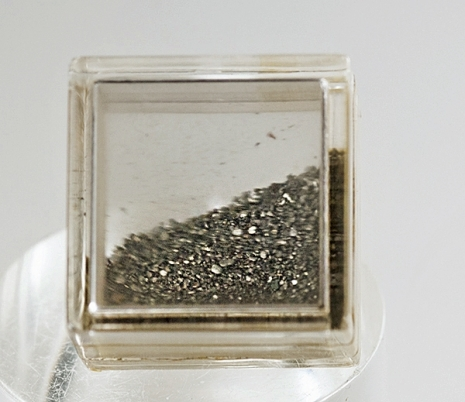
Vzorek osmiridia

Osmiridium (někdy též iridosmium, zastarale něvjanskit ) je velmi vzácná přírodní, korozi odolná, slitina osmia a iridia se stopami dalších kovových prvků platinové skupiny, kterou tvoří prvky ruthenium, rhodium, palladium, osmium, iridium a platina, jež jsou buď přirozené, či uměle vyrobené. Jedná se o slitinu s nejvyšší hustotou.
Osmiridium bylo poprvé rozpoznáno v roce 1880 coby nežádoucí příměs ve zlatonosných půdách v západní Tasmánii.

Osmium a iridium jsou velmi tvrdé kovy a zároveň dva prvky s největší hustotou na Zemi. Osmiridium obsahuje asi 50 % iridia, zatímco iridosmium ho obsahuje asi 70 %.

## Výskyt
Osmiridium je velmi vzácné, lze je však najít v dolech, kde se těží jiné kovy platinové skupiny. Dá se izolovat pomocí lučavky královské, která rozpouští zlato a platinu, ale nikoli osmiridium. Přirozeně se vyskytuje v podobě malých, nesmírně tvrdých kovových zrn, jež mají šesterečnou krystalovou strukturu.